# Jardin botanique forestier de Charlottenlund
Le Jardin botanique forestier (danois : Forstbotanisk Have) ou Arboretum de Charlottenlund est un arboretum situé dans le parc du Palais de Charlottenlund à Charlottenlund, à 10 km au nord de Copenhague, au Danemark. Il dépend de l'Arboretum d'Hørsholm, lequel est géré par l'université de Copenhague et fait partie de son Département de géosciences et de gestion des ressources naturelles.
Alors que l'unité principale de l'Arboretum national du Danemark à Hørsholm se concentre sur la sélection et l'acclimatation d'essences à des fins horticoles et sylvicoles, le Jardin botanique forestier de Charlottenlund a pour mission de cultiver et de collecter le plus grand nombre de taxons d'arbres et arbustes possible.
Fondé en 1835, il comporte plus de 600 espèces et est ouvert quotidiennement au public de 7h du matin jusqu'à la tombée de la nuit.